# Silvares (Lousada)
Silvares é uma povoação portuguesa do Município de Lousada que foi sede da extinta Freguesia de Silvares, freguesia que tinha 5,75 km² de área e 3 207 habitantes (2011), e, por isso, uma densidade populacional de 557,7 hab/km².
A Freguesia de Silvares foi extinta (agregada) pela reorganização administrativa de 2012/2013, sendo o seu território agregado ao das Freguesias de Pias, Nogueira e Alvarenga para criar a nova União das Freguesias de Silvares, Pias, Nogueira e Alvarenga.

## História
A freguesia de São Miguel de Silvares, também designada de Silvares da Serra, era a da vila de Lousada, sede do concelho com o mesmo nome; era vigararia da apresentação de uma conesia da Sé de Braga, passando mais tarde a reitoria. Da diocese de Braga passou para a do Porto em 1882. Comarca eclesiástica de Amarante - 2º distrito (1907). Primeira vigararia de Lousada (1916; 1970).

## População
| População da freguesia de Silvares | População da freguesia de Silvares | População da freguesia de Silvares | População da freguesia de Silvares | População da freguesia de Silvares | População da freguesia de Silvares | População da freguesia de Silvares | População da freguesia de Silvares | População da freguesia de Silvares | População da freguesia de Silvares | População da freguesia de Silvares | População da freguesia de Silvares | População da freguesia de Silvares | População da freguesia de Silvares | População da freguesia de Silvares |
| ---------------------------------- | ---------------------------------- | ---------------------------------- | ---------------------------------- | ---------------------------------- | ---------------------------------- | ---------------------------------- | ---------------------------------- | ---------------------------------- | ---------------------------------- | ---------------------------------- | ---------------------------------- | ---------------------------------- | ---------------------------------- | ---------------------------------- |
| 1864                               | 1878                               | 1890                               | 1900                               | 1911                               | 1920                               | 1930                               | 1940                               | 1950                               | 1960                               | 1970                               | 1981                               | 1991                               | 2001                               | 2011                               |
| 705                                | 853                                | 935                                | 951                                | 1 181                              | 1 246                              | 1 258                              | 1 333                              | 1 524                              | 1 588                              | 1 768                              | 1 761                              | 1 719                              | 2 798                              | 3 207                              |

| Distribuição da População por Grupos Etários | Distribuição da População por Grupos Etários | Distribuição da População por Grupos Etários | Distribuição da População por Grupos Etários | Distribuição da População por Grupos Etários | Distribuição da População por Grupos Etários | Distribuição da População por Grupos Etários | Distribuição da População por Grupos Etários | Distribuição da População por Grupos Etários | Distribuição da População por Grupos Etários |
| -------------------------------------------- | -------------------------------------------- | -------------------------------------------- | -------------------------------------------- | -------------------------------------------- | -------------------------------------------- | -------------------------------------------- | -------------------------------------------- | -------------------------------------------- | -------------------------------------------- |
| Ano                                          | 0-14 Anos                                    | 15-24 Anos                                   | 25-64 Anos                                   | > 65 Anos                                    |                                              | 0-14 Anos                                    | 15-24 Anos                                   | 25-64 Anos                                   | > 65 Anos                                    |
| 2001                                         | 655                                          | 392                                          | 1 480                                        | 271                                          |                                              | 23,4%                                        | 14,0%                                        | 52,9%                                        | 9,7%                                         |
| 2011                                         | 613                                          | 400                                          | 1 817                                        | 377                                          |                                              | 19,1%                                        | 12,5%                                        | 56,7%                                        | 11,8%                                        |